# Canton de Vallon-Pont-d'Arc
Le canton de Vallon-Pont-d'Arc est une circonscription électorale française située dans le département de l'Ardèche et la région Auvergne-Rhône-Alpes.
À la suite du redécoupage cantonal de 2014, les limites territoriales du canton sont remaniées. Le nombre de communes du canton passe de 11 à 30.

## Géographie
Ce canton est organisé autour de Vallon-Pont-d'Arc dans les arrondissements de Largentière et Privas. Son altitude varie de 40 mètres à Labastide-de-Virac jusqu'à 700 mètres à Lagorce, pour une altitude cantonale moyenne de 175 mètres.

## Représentation

### Conseillers généraux de 1833 à 2015
| Période      | Période             | Identité                 | Étiquette                          | Qualité |
| ------------ | ------------------- | ------------------------ | ---------------------------------- | --- |
| 1833         | 1870                | Isidore Valladier        | Centre droit                       | Avocat, sériciculteur Maire de Vallon-Pont-d'Arc Député (1848-1849)                                              |
| 1870         | 1881 (invalidation) | Jean-François Lauriol    | Union des Droites Droite cléricale | Notaire à Vallon-Pont-d'Arc Député (1877-invalidé en 1878)                                                       |
| 1881         | 1898                | Ernest Hugon             | Gauche                             | Industriel (brasseur) à Vallon-Pont-d'Arc                                                                        |
| 1898         | 1904                | Jules Alizon (1867-1918) | Rad.                               | Avocat à Nîmes, maire de Salavas (1892-1904)                                                                     |
| 1904         | 1915 (décès)        | Auguste Vincent          | Rad.                               | Directeur d'école primaire supérieure à Aubenas Sénateur (1912-1915)                                             |
| 1915         | 1919                | siège vacant             |                                    | |
| 1919         | 1940                | Sully Eldin              | SFIO                               | Propriétaire Maire de Vallon-Pont-d'Arc Député (1924-1928), conseiller d'arrondissement                          |
|              |                     |                          |                                    | |
| 1942         | 1945                | Emile Ozil               |                                    | Cultivateur Maire de Vallon-Pont-d'Arc Nommé conseiller départemental en 1942 Déclaré inéligible le 31 mars 1945 |
|              |                     |                          |                                    | |
| 1945         | 1976                | Henri Ageron             | SFIO puis PS                       | Directeur de distillerie Maire de Vallon-Pont-d'Arc (1945-1977)                                                  |
| 1976         | 1982                | Marc Peschier            | PCF                                | Notaire Maire de Vallon-Pont-d'Arc (1977-1983)                                                                   |
| 21 mars 1982 | 18 mars 2001        | Yves Serre               | PS                                 | Viticulteur Maire de Salavas (1968-2008) Député suppléant de Jean-Marie Alaize de 1981 à 1986                    |
| 2001         | 2008                | Max Divol                | DVD puis UMP                       | Chirurgien-dentiste à Vallon-Pont-d'Arc                                                                          |
| 2008         | 2015                | Laurent Ughetto          | PS                                 | Gérant de camping Vice-Président du Conseil Général Député suppléant de Sabine Buis (2012-2017)                  |

### Conseillers d'arrondissement (de 1833 à 1940)
| Période                                  | Période | Identité                            | Étiquette | Qualité |
| ---------------------------------------- | ------- | ----------------------------------- | --------- | --- |
| 1833                                     | 1836    | Jean Éloi dit Lhéritier (1801-1888) | Libéral   | Cultivateur, propriétaire foncier, adjoint au maire de Vallon-Pont-d'Arc                                    |
| 1836                                     | 1848    | M. Valladier                        |           | Adjoint au maire de Vallon-Pont-d'Arc                                                                       |
|                                          |         |                                     |           | |
| av.1885                                  |         | Antoine Alphonse Eldin (1833-1889)  |           | Notaire à Vallon-Pont-d'Arc, suppléant du juge de paix                                                      |
|                                          |         |                                     |           | |
| 1901                                     | 1913    | Auguste Pascal                      | Radical   | Négociant à Vallon-Pont-d'Arc                                                                               |
| 1913                                     | 1919    | Sully Eldin                         | SFIO      | Propriétaire Maire de Vallon-Pont-d'Arc                                                                     |
| 1919                                     | 1925    | Arthur-Henri Pic                    | Radical   | Propriétaire à Labastide-de-Virac                                                                           |
| 1925                                     | 1940    | Paul Arnaud                         | SFIO      | Maire de Ruoms                                                                                              |
| 1940                                     |         |                                     |           | Les conseils d'arrondissement ont été suspendus par la loi du 12 octobre 1940 et n'ont jamais été réactivés |
| Les données manquantes sont à compléter. |         |                                     |           | |

### Conseillers départementaux à partir de 2015
| Période élective | Période élective | Mandat | Mandat   | Identité            | Nuance | Nuance | Qualité |
| ---------------- | ---------------- | ------ | -------- | ------------------- | ------ | ------ | --- |
| 2015             | 2021             | 2015   | 2021     | Laurence Allefresde |        | PS     | Enseignante Maire de Prunet 8e vice-présidente chargée de la jeunesse, de la vie associative et du devoir de mémoire  |
| 2015             | 2021             | 2015   | 2021     | Laurent Ughetto     |        | PS     | Gérant de camping Député suppléant de Sabine Buis (2012-2017), président du conseil départemental depuis juillet 2017 |
| 2021             | 2028             | 2021   | en cours | Laurence Allefresde |        | DVG    | Conseillère sortante                                                                                                  |
| 2021             | 2028             | 2021   | en cours | Laurent Ughetto     |        | PS     | Conseiller sortant |

#### Élections de mars 2015
À l'issue du premier tour des élections départementales de 2015, trois binômes sont en ballottage : Laurence Allefresde et Laurent Ughetto (Union de la Gauche, 32,01 %), Jean-Roger Durand et Marie-Laure Lascombe-Ropers (Union de la Droite, 25,33 %) et Reynald Spriet et Lucienne Velghe (FN, 23,44 %). Le taux de participation est de 56,75 % (9 205 votants sur 16 219 inscrits) contre 55,97 % au niveau départemental et 50,17 % au niveau national.
Au second tour, Laurence Allefresde et Laurent Ughetto (Union de la Gauche) sont élus avec 48,88 % des suffrages exprimés et un taux de participation de 59,21 % (4 485 voix pour 9 602 votants et 16 218 inscrits).

#### Élections de juin 2021
Le premier tour des élections départementales de 2021 est marqué par un très faible taux de participation (33,26 % au niveau national). Dans le canton de Vallon-Pont-d'Arc, ce taux de participation est de 37,1 % (6 172 votants sur 16 636 inscrits) contre 37,36 % au niveau départemental. À l'issue de ce premier tour, deux binômes sont en ballottage : Laurence Allefresde et Laurent Ughetto (PS, 44,02 %) et Murielle Courthial et Alban Guillemin (DVD, 21,53 %).
Le second tour des élections est marqué une nouvelle fois par une abstention massive équivalente au premier tour. Les taux de participation sont de 34,3 % au niveau national, 40,7 % dans le département et 39,56 % dans le canton de Vallon-Pont-d'Arc. Laurence Allefresde et Laurent Ughetto (PS) sont élus avec 64,39 % des suffrages exprimés (4 007 voix pour 6 582 votants et 16 637 inscrits),,.
Laurence Allefresde a quitté le PS pour adhérer à Place publique.

## Composition

### Composition avant 2015
Le canton de Vallon-Pont-d'Arc regroupait onze communes. 
| Nom                           | Code Insee | Codepostal | Superficie (km2) | Population (dernière pop. légale) | Densité (hab./km2) |
| ----------------------------- | ---------- | ---------- | ---------------- | --------------------------------- | ------------------ |
| Vallon-Pont-d'Arc (chef-lieu) | 07330      | 07150      | 28,62            | 2 343 (2012)                      | 82                 |
| Balazuc                       | 07023      | 07120      | 18,90            | 356 (2012)                        | 19                 |
| Bessas                        | 07033      | 07150      | 17,18            | 192 (2012)                        | 11                 |
| Labastide-de-Virac            | 07113      | 07150      | 23,32            | 249 (2012)                        | 11                 |
| Lagorce                       | 07126      | 07150      | 69,49            | 1 081 (2012)                      | 16                 |
| Orgnac-l'Aven                 | 07168      | 07150      | 21,84            | 551 (2012)                        | 25                 |
| Pradons                       | 07183      | 07120      | 7,98             | 446 (2012)                        | 56                 |
| Ruoms                         | 07201      | 07120      | 12,14            | 2 250 (2012)                      | 185                |
| Salavas                       | 07304      | 07150      | 17,11            | 604 (2012)                        | 35                 |
| Sampzon                       | 07306      | 07120      | 8,39             | 221 (2012)                        | 26                 |
| Vagnas                        | 07328      | 07150      | 23,83            | 557 (2012)                        | 23                 |

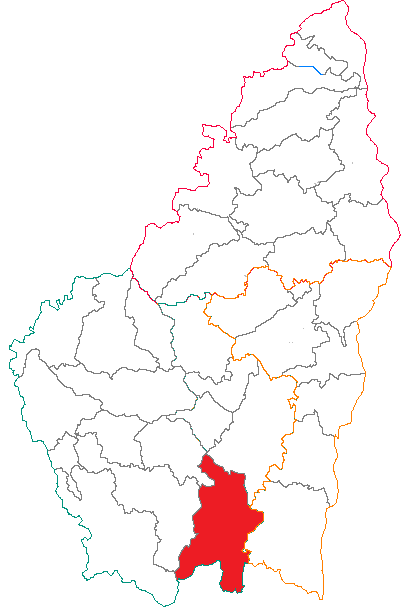
Situation du canton de Vallon-Pont-d'Arc dans le département de l'Ardèche avant 2015.
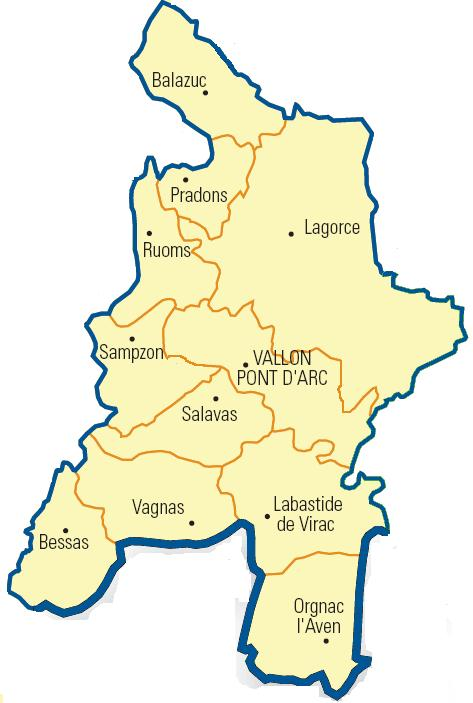
Carte du canton avant 2015.

### Composition à partir de 2015
Après le redécoupage cantonal de 2014, le nouveau canton de Vallon-Pont-d'Arc est composé de trente communes.
| Nom                                       | Code Insee | Intercommunalité           | Superficie (km2) | Population (dernière pop. légale) | Densité (hab./km2) | Modifier                                    |
| ----------------------------------------- | ---------- | -------------------------- | ---------------- | --------------------------------- | ------------------ | ------------------------------------------- |
| Vallon-Pont-d'Arc (bureau centralisateur) | 07330      | CC des Gorges de l'Ardèche | 28,62            | 2 469 (2022)                      | 86                 | modifier les données · modifier les données |
| Balazuc                                   | 07023      | CC des Gorges de l'Ardèche | 18,90            | 383 (2022)                        | 20                 | modifier les données · modifier les données |
| Bessas                                    | 07033      | CC des Gorges de l'Ardèche | 17,18            | 234 (2022)                        | 14                 | modifier les données · modifier les données |
| Chassiers                                 | 07058      | CC Val de Ligne            | 12,26            | 992 (2022)                        | 81                 | modifier les données · modifier les données |
| Chauzon                                   | 07061      | CC des Gorges de l'Ardèche | 10,68            | 429 (2022)                        | 40                 | modifier les données · modifier les données |
| Chazeaux                                  | 07062      | CC Val de Ligne            | 4,62             | 134 (2022)                        | 29                 | modifier les données · modifier les données |
| Grospierres                               | 07101      | CC des Gorges de l'Ardèche | 27,30            | 931 (2022)                        | 34                 | modifier les données · modifier les données |
| Joannas                                   | 07109      | CC Val de Ligne            | 11,93            | 317 (2022)                        | 27                 | modifier les données · modifier les données |
| Labastide-de-Virac                        | 07113      | CC des Gorges de l'Ardèche | 23,32            | 322 (2022)                        | 14                 | modifier les données · modifier les données |
| Labeaume                                  | 07115      | CC des Gorges de l'Ardèche | 17,76            | 684 (2022)                        | 39                 | modifier les données · modifier les données |
| Lagorce                                   | 07126      | CC des Gorges de l'Ardèche | 69,49            | 1 227 (2022)                      | 18                 | modifier les données · modifier les données |
| Largentière                               | 07132      | CC Val de Ligne            | 7,22             | 1 496 (2022)                      | 207                | modifier les données · modifier les données |
| Laurac-en-Vivarais                        | 07134      | CC Val de Ligne            | 8,97             | 1 045 (2022)                      | 116                | modifier les données · modifier les données |
| Montréal                                  | 07162      | CC Val de Ligne            | 6,15             | 569 (2022)                        | 93                 | modifier les données · modifier les données |
| Orgnac-l'Aven                             | 07168      | CC des Gorges de l'Ardèche | 21,84            | 566 (2022)                        | 26                 | modifier les données · modifier les données |
| Pradons                                   | 07183      | CC des Gorges de l'Ardèche | 7,98             | 537 (2022)                        | 67                 | modifier les données · modifier les données |
| Prunet                                    | 07187      | CC Val de Ligne            | 8,81             | 134 (2022)                        | 15                 | modifier les données · modifier les données |
| Rochecolombe                              | 07190      | CC des Gorges de l'Ardèche | 21,50            | 222 (2022)                        | 10                 | modifier les données · modifier les données |
| Rocher                                    | 07193      | CC Val de Ligne            | 3,09             | 296 (2022)                        | 96                 | modifier les données · modifier les données |
| Ruoms                                     | 07201      | CC des Gorges de l'Ardèche | 12,14            | 2 286 (2022)                      | 188                | modifier les données · modifier les données |
| Saint-Alban-Auriolles                     | 07207      | CC des Gorges de l'Ardèche | 17,57            | 1 101 (2022)                      | 63                 | modifier les données · modifier les données |
| Saint-Maurice-d'Ardèche                   | 07272      | CC des Gorges de l'Ardèche | 5,19             | 373 (2022)                        | 72                 | modifier les données · modifier les données |
| Saint-Remèze                              | 07291      | CC des Gorges de l'Ardèche | 42,69            | 848 (2022)                        | 20                 | modifier les données · modifier les données |
| Salavas                                   | 07304      | CC des Gorges de l'Ardèche | 17,11            | 731 (2022)                        | 43                 | modifier les données · modifier les données |
| Sampzon                                   | 07306      | CC des Gorges de l'Ardèche | 8,39             | 244 (2022)                        | 29                 | modifier les données · modifier les données |
| Sanilhac                                  | 07307      | CC Val de Ligne            | 20,95            | 444 (2022)                        | 21                 | modifier les données · modifier les données |
| Tauriers                                  | 07318      | CC Val de Ligne            | 4,51             | 203 (2022)                        | 45                 | modifier les données · modifier les données |
| Uzer                                      | 07327      | CC Val de Ligne            | 3,51             | 418 (2022)                        | 119                | modifier les données · modifier les données |
| Vagnas                                    | 07328      | CC des Gorges de l'Ardèche | 23,83            | 628 (2022)                        | 26                 | modifier les données · modifier les données |
| Vogüé                                     | 07348      | CC des Gorges de l'Ardèche | 11,72            | 1 035 (2022)                      | 88                 | modifier les données · modifier les données |
| Canton de Vallon-Pont-d'Arc               | 0715       |                            | 495,23           | 21 298 (2022)                     | 43                 | modifier les données                        |

## Démographie

### Démographie avant 2015
| 1962  | 1968  | 1975  | 1982  | 1990  | 1999  | 2006  | 2011  | 2012  |
| ----- | ----- | ----- | ----- | ----- | ----- | ----- | ----- | ----- |
| 5 452 | 5 518 | 5 766 | 6 202 | 6 590 | 7 333 | 8 418 | 8 748 | 8 850 |

### Démographie depuis 2015
En 2022, le canton comptait 21 298 habitants, en évolution de +2,64 % par rapport à 2016 (Ardèche : +2,48 %, France hors Mayotte : +2,11 %).
| 2013   | 2018   | 2022   |
| ------ | ------ | ------ |
| 20 426 | 20 904 | 21 298 |